# Систола (стихосложение)
Си́стола (др.-греч. ἡ συστολή «сжатие, сокращение, уменьшение») — фонетическое явление в античном стихе; укорочение долгого слога metri causa (по требованию метра). Напр. в греч. μέν вместо μήν, ἐδαν вместо ἠδαν; в лат. donec вместо dōnec. Явление систолы происходит как правило в том случае, когда долгий слог приходится на позицию короткого, напр. virēns in Āetna flāmma; tū, donēc cinīs (Hor. Ep. XVII 33), где в слове dōnec первый гласный приходится на короткую позицию в стопе ямб (—U).
Противоположность систоле — диастола, или эктазис: растяжение короткого слога в позиции долгого.